# علیرضا قائمی‌نیا
علیرضا قائمی‌نیا (متولد ۱۳۴۳ در ارومیه) پژوهشگر ایرانی علوم دینی و فلسفه است. او همچنین مدیر قطب فلسفه دین و سردبیر فصلنامه ذهن است.کتاب بیولوژی نص از آثار او برگزیده بیست‌ونهمین دوره کتاب سال شد.

## دیدگاه‌ها
- قائمی‌نیا معتقد است مهمترین ویژگی معرفت‌شناختی فضای سایبر، جایگزین شدن اطلاعات به جای معرفت است. "معرفت" باورِ صادقِ موجه است، از حیث معرفت‌شناسی در فضای سایبر ما با چیزی به اسم باور صادق موجه ارتباط نداریم بلکه صرفا با اطلاعات و داده‌هایی که معنادار هستند، سروکار داریم و چه بسا که اصلا فرصت نداریم که بخواهیم صدق و کذب آن‌ها را بررسی کنیم چون جریان اطلاعات در فضای سایبر فوق العاده قوی است.
- قائمی نیا در معناشناسی شناختی قرآن نظریه اصالت تعابیر قرآن را مطرح می‌کند.  این نظریه در معناشناسی قرآن بر اساس رویکرد شناختی مطرح شده است؛ زیرا یکی از مهم‌ترین نکاتی که معنا‌شناسی‌شناختی بر آن تأکید دارد این اصل است که هر تعبیری بر مفهوم‌سازی خاصّی مبتنی شده است.  بنا بر این اصل، می‌توانیم از یک موقعیت تعابیر زبانی گوناگونی داشته باشیم. این تعابیر، هر چند یک موقعیت را نشان می‌دهند، تفاوت‌های مهمّی میان آنها وجود دارد.  این اصل که معناشناسی مفهوم‌سازی است، به تفاوت‌های عمیق موجود میان تعابیر گوناگون از یک موقعیت اشاره می‌کند. در معناشناسی باید به مفهوم‌سازی که عبارت‌ها بر آن مبتنی هستند توّجه کرد، نه به موقعیت‌هایی که عبارت‌ها آنها را نشان می‌دهند. این اصل راهنما و دستورالعمل مهم معناشناسی شناختی و نقطه‌ی آغاز آن است. تطبیق اصل مذکور در زمینه‌ی معناشناسی قرآن به این نتیجه می‌انجامد که:اوّلاً در معناشناسی قرآن باید مفهوم‌سازی موجود در آیات را بررسی کرد، نه موقعیت‌هایی را که آیات نشان می‌دهند. ثانیاً تعبیر قرآنی، مفهوم‌سازی خاصّی است که با تعابیر دیگر تفاوت دارد. این دو نکته در مجموع، نخستین اصل معناشناسی شناختی قرآن را تشکیل می‌دهند.  این اصل «اصالت تعابیر قرآنی» نام دارد. هر تعبیر قرآنی بر پایه‌ی مفهوم‌سازی خاصّی استوار شده است و هر تعبیری خودش اصالت دارد. بنابراین در معناشناسی آن باید مفهوم‌سازی نهفته در آن را بیابیم. اصالت تعبیر بدین معنا است که مفسر باید از برگرداندن هر تعبیری به تعبیر دیگر پرهیز کند و مفهوم‌سازی نهفته در هر تعبیری را آن گونه که هست، بیابد.(برگرفته از فصل دوم کتاب معناشناسی شناختی قرآن)

## آثار
- تجربه دینی و گوهر دین، علیرضا قائمی نیا، ناشر: بوستان کتاب قم - ۱۳۸۱
- نگرش‌های نوین در فلسفه، علیرضا قائمی نیا، امیر دیوانی، حسن میانداری، مسعود صادقی، ناشر: طه، کتابهای جوانه - ۱۳۸۳
- خاستگاه دین، علیرضا قائمی نیا، ناشر: زلال کوثر - ۱۳۸۱
- بیولوژی نص: نشانه‌شناسی و تفسیر قرآن، علیرضا قائمی نیا، ناشر: سازمان انتشارات پژوهشگاه فرهنگ و اندیشه اسلامی، ۱۳۸۹
- معناشناسی شناختی قرآن، علیرضا قائمی‌نیا، ناشر: سازمان انتشارات پژوهشگاه فرهنگ و اندیشه اسلامی، ۱۳۹۰
- الهیات سایبر: (نظریه انسان مجازی و ایمان سیال)، ناشر: مجلس شورای اسلامی، کتابخانه، موزه و مرکز اسناد، ‏‫۱۴۰۰.‬‬
- موافقت معنایی (موافقت گشتاری، موافقت تعبیری، موافقت فرانقشی)، ناشر: بنیاد پژوهش های آستان قدس، ‏‫۱۴۰۰.‬‬